# 巴西小花鱂
巴西小花鱂，為輻鰭魚綱鯉齒目鯉齒亞目花鳉科的其中一種，分布於南美洲巴西Guamá河流域，體長可達1.6公分，屬肉食性，棲息在中底層水域，生活習性不明。

## 擴展閱讀
維基物種上的相關：巴西小花鱂